# Почесний кут старих бійців
Почесний кут старих бійців (нім. Ehrenwinkel der Alten Kämpfer) — особлива відзнака у вигляді шеврону, що виділяла найстарших членів різноманітних нацистських організацій, котрі вступили в них або в НСДАП до 30 січня 1933 року, тобто до приходу Адольфа Гітлера до влади.
Існували наступні різновиди почесних кутів:
- Почесний кут СС (нім. SS-Ehrenwinkel)
- Почесний кут СА (нім. SA-Ehrenwinkel)
- Почесний кут НСКК (нім. NSKK-Ehrenwinkel)
- Почесний кут НСФК (нім. NSFK-Ehrenwinkel)
- Почесний кут СС із зіркою для колишніх службовців поліції та вермахту (нім. SS-Ehrenwinkel mit Stern für ehemalige Polizei- und Wehrmachtsangehörige)
- Почесний кут для службовців поліції, пожежної охорони і швидкої технічної допомоги (нім. Ehrenwinkel für Angehörige der Polizei, der Feuerwehr und der Technischen Nothilfe)
- Почесний кут для колишніх членів Сталевого шолому (нім. Ehrenwinkel für ehemalige Stahlhelm-Angehörige)

## Почесний кут СС

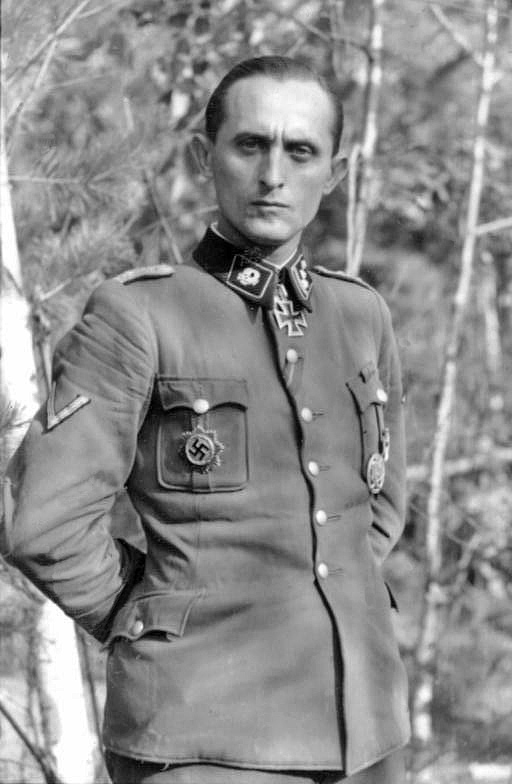
Гауптштурмфюрер СС Макс Зеела з «почесним кутом старих бійців» на правому рукаві.

### Історія створення
У лютому 1934 року для «старих бійців» СС (нім. Alte Kämpfer) ввели носіння почесного срібного шеврону на правому рукаві.

### Дизайн
Для носіння на правому рукаві партійної сорочки використовувався чорний шеврон в формі букви «V», прошитий двома срібними (алюмінієвими) нитками. Версія шеврону «старого бійця», що використовувалась у частинах СС для носіння на чорному (пізніше — на землисто-сірому, а надалі — на сіро-зеленому, кольору «фельдграу», мундирі «зелених СС»), являла собою «кут» із трьох срібних галунних смуг у формі літери «V». Існували також варіанти, що являли собою змальований вище кут, нашитий на чорний, землисто-сірий чи сіро-зелений (в залежності від кольору есесівської уніформи) суконний трикутник кутом вниз. Інша версія, з зображенням срібної зірки з вісьмома променями, розміщеними на чорному (а надалі — землисто-сірому чи сіро-зеленому, залежно від кольору уніформи) полі всередині шеврону, введена 1935 року, була призначена для носіння на рукаві ветеранами німецької політики й німецьких збройних сил.

### Право на носіння
Шеврон мали право носити на правому рукаві кітеля чи шинелі вище згину ліктя лише ті члени СС, які вступили до лав НСДАП у «період боротьби», тобто ще до того, як рейхспрезидент і генерал-фельдмаршал Пауль фон Гінденбург призначив Адольфа Гітлера німецьким рейхсканцлером 30 січня 1933 року. Право на носіння шеврону «старого бійця» вважалось високою честю, оскільки було видимим свідченням відданості ідеям націонал-соціалізму ще в часи боротьби й до приходу до влади, коли членство в НСДАП не приносило ніяких вигід, а, навпроти, було сполучено із чималим ризиком. Пізніше право на носіння шеврону отримали також австрійські есесівці, що вступили до СС до аншлюсу 1938 року, у період, коли їх притискали, переслідували й навіть ув'язнювали в таборах для інтернованих.

### Відомі нагороджені
| Ім'я нагородженого                  | Номер партійного квитка | Номер службового посвідчення СС |
| ----------------------------------- | ----------------------- | ------------------------------- |
| Адольф Гітлер                       | 1                       | 1                               |
| Макс Аманн                          | 3                       | 53 143                          |
| Ульріх Граф                         | 8                       | 26                              |
| Філіп Боулер                        | 12                      | 54 932                          |
| Карл Кауфманн                       | 95                      | 119 495                         |
| Фрідріх Гільдебрандт                | 3 653                   | 128 802                         |
| Ганс Вайнрайх                       | 5 920                   | 278 160                         |
| Вальтер Бух                         | 7 733                   | 81 353                          |
| Вільгельм Грімм                     | 10 134                  | 199 823                         |
| Мартін Борман                       | 60 508                  |                                 |
| Альберт Форстер                     | 1 825                   | 158                             |
| Генріх Гіммлер                      | 14 303                  | 168                             |
| Фріц Вайтцель                       | 18 833                  | 408                             |
| Курт Далюге                         | 31 981                  | 1 119                           |
| Йозеф Дітріх                        | 89 015                  | 1 177                           |
| Барон Карл фон Еберштайн            | 15 067                  | 1 386                           |
| Теодор Айке                         | 114 901                 | 2 921                           |
| Август Гайсмайєр                    | 21 573                  | 4 370                           |
| Рейнгард Гейдріх                    | 544 916                 | 10 120                          |
| Франц Ксавер Шварц                  | 6                       | 38 500                          |
| Ганс Баур                           | 171 865                 | 48 113                          |
| Ганс Каммлер                        | 1 011 855               | 113 619                         |
| Оскар Дірлевангер                   | 1 098 716               | 357 268                         |
| Фелікс Штайнер                      | 4 264 295               | 253 351                         |
| Лео фон Єна (почесний нагороджений) | 4 359 167               | 277 326                         |
| Карл Ганке                          | 102 606                 | 203 103                         |

#### Члени австрійських СС
| Ім'я нагородженого  | Номер партійного квитка | Номер службового посвідчення СС |
| ------------------- | ----------------------- | ------------------------------- |
| Амон Гет            | 510 764                 | 43 673                          |
| Ґергард Баст        | 612 972                 | 23 064                          |
| Артур Зейсс-Інкварт | 6 270 392               | 292 771                         |

## Почесний кут СА
Почесний кут СА мав дизайн, аналогічний почесному кутові СС з наступними відмінностями: буква V була вишита позолоченими алюмінієвими нитками на коричневій підкладці, також через неї проходили 2 червоних нитки.
У вересні 1934 року почесний кут замінили на почесну пов'язку СА.

## Почесний кут НСКК
Почесний кут НСКК був схожий на почесний кут СА. Єдина різниця — над буквою V був зображений герб НСКК. Існували 3 варіанти кута:
- з коричневою підкладкою, через букву проходять 2 коричневих нитки — для носіння на парадній формі НСКК;
- з чорною підкладкою, через букву проходять 2 чорних нитки — для носіння на повсякденній формі НСКК;
- з синьою підкладкою, буква вишита позолоченою ниткою — для носіння на повсякденній формі членів штандартів моторних човнів НСКК.

## Почесний кут НСФК
Почесний кут НСФК був схожий на почесний кут НСКК. Єдина різниця — над буквою V був зображений герб НСФК. Існували 2 варіанти кута:
- з коричневою підкладкою, через букву проходять 2 коричневих нитки — для носіння на парадній формі НСФК;
- з чорною підкладкою, через букву проходять 2 чорних нитки — для носіння на повсякденній формі НСФК.

## Почесний кут СС із зіркою для колишніх службовців поліції та вермахту

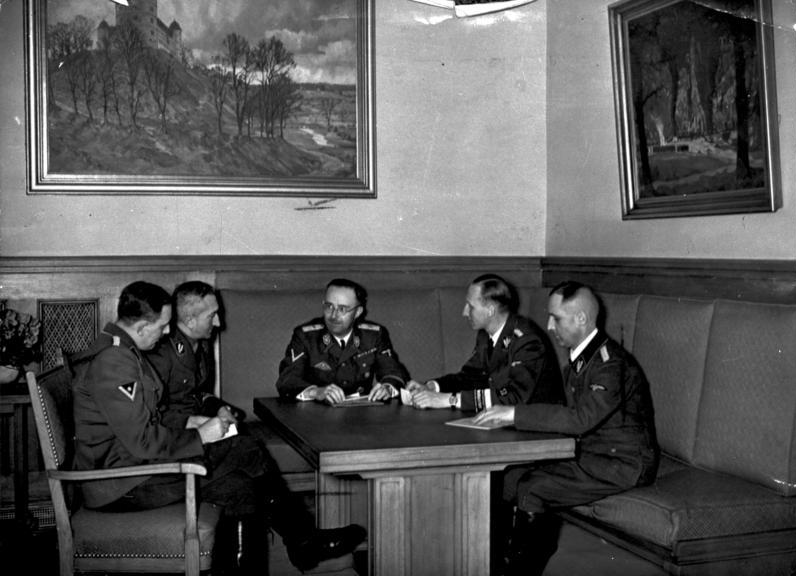
Франц Йозеф Губер (крайній ліворуч) з почесним кутом для колишніх службовців поліції (Мюнхен, 8 листопада 1939).

У цьому варіанті почесного кута СС буква V була зображена на трикутній чорній підкладці, в центрі якої була зображена вишита вручну десяти кутна зірка.
В жовтні 1942 року нагорода замінена на стандартний почесний кут СС.

### Відомі нагороджені
- Ганс Баур
- Франц Йозеф Губер

## Почесний кут для службовців поліції, пожежно охорони і швидкої технічної служби
Нагорода призначена для службовців відповідних органцізацій, які вступили в НСДАП, СА або СС до 30 січня 1933 року. Ззовні кут відповідав почесному кутові СС, однак колір підкладки був аналогічним кольору форми відповідної служби. Рядові члени та офіцери носили кути із сірою буквою, генерали —з позолоченою.

## Почесний кут для колишніх членів Сталевого шолома
cНагорода введена 15 грудня 1935 року для нагородження колишніх членів Сталевого шолому, які вcтупили в СА або СС в період з 1933 до літа 1934 року (до Ночі довгих ножів). Вона являла собою почесний кут СС із сірою підкладкою, який носився, на відміну від інших почесних кутів, на лівому рукаві.
В жовтні 1942 року нагорода замінена на стандартний почесний кут СС.